# Фельзума пласкохвоста
Фельзума пласкохвоста (Phelsuma laticauda) — гекон з роду Фельзум підродини Справжні гекони. Має 2 підвиди. Інші назви «золотистий гекон» та «коморський денний гекон».

## Опис
Довжина тіла досягає 13 см, близько половини припадає на хвіст. Забарвлення змінюється в залежності від температури та освітлення. Ці гекони на сонці смарагдового кольору, у затінку — оливково—бурого або сірого. З боку сонця може виглядати жовто—зеленим, проти світла — синьо—зеленим, а хвіст при цьому має блакитно—синій колір. На спині має 3 червоні лінії, синю біля очей та на лапах.

## Спосіб життя
Мешкають у вологих тропічний лісах. Активні вдень. більшу частину лежать та гріються на сонці. Харчуються комахами, фруктами та нектаром квітів.
Статевої зрілості пласкохвості фельзуми досягають у віці 1 року. Самка відкладає до 2 яєць, робиться до 5 кладок за сезон. Через 40-45 днів з'являються молоді гекони.

## Розповсюдження
о.Мадагаскар, Коморські, Сейшельські острови, о.Реюньйон. Пласкохвоста фельзума була завезена також на Гавайські острови, де чудового себе почуває.